# A Quick One
A Quick One — музичний альбом гурту The Who. Виданий 1966
USA: травень, 1967 року лейблом Polydor Records. Загальна тривалість композицій становить 31:48. Альбом відносять до напрямку рок. В США виданий під назвою Happy Jack

## Список композицій
Сторона перша
1. «Run, Run, Run»
2. «Boris the Spider»
3. «I Need You»
4. «Whiskey Man»
5. «Heat Wave»
6. «Cobwebs and Strange»

Сторона друга
1. «Don't Look Away»
2. «See My Way»
3. «So Sad About Us»
4. «A Quick One, While He's Away»

### Happy Jack
Сторона перша
1. «Run, Run, Run»
2. «Boris the Spider»
3. «I Need You»
4. «Whiskey Man»
5. «Cobwebs and Strange»
6. «Happy Jack»

Сторона друга
1. «Don't Look Away»
2. «See My Way»
3. «So Sad About Us»
4. «A Quick One, While He's Away»